# Frambold de Bayeux
Frambold (en latin : Framboldus) ou parfois Franbolt, Frambaud, Franbourd a été le quinzième évêque de Bayeux vers 691 - 720.

## Biographie
La vie de saint Frambold demeure mystérieuse. On ignore le lieu et la date de sa naissance. Robert Cénalis, évêque d'Avranches au XVIe siècle dit seulement de lui que « sa sainteté répandit un vif éclat ». Frambold est représenté sur un vitrail du transept nord de la cathédrale Notre-Dame de Bayeux et en peinture sur une des voûtes du chœur. 
Frambold aurait été inhumé en l'église Saint-Exupère de Bayeux aux côtés des premiers évêques de Bayeux.